# Arcidiocesi di Honiara
L'arcidiocesi di Honiara (in latino Archidioecesis Honiarana) è una sede metropolitana della Chiesa cattolica nelle Isole Salomone. Nel 2023 contava 73.283 battezzati su 303.000 abitanti. È retta dall'arcivescovo Christopher Cardone, O.P.

## Territorio
L'arcidiocesi comprende cinque province delle Isole Salomone: Centrale,
Guadalcanal, Makira-Ulawa, Rennell e Bellona e Temotu.
Sede arcivescovile è la città di Honiara, dove si trova la cattedrale della Santa Croce.
Il territorio è suddiviso in 14 parrocchie.

## Storia
La prefettura apostolica delle Isole Salomone britanniche fu eretta il 27 luglio 1897, ricavandone il territorio dal vicariato apostolico della Nuova Pomerania (oggi arcidiocesi di Rabaul).
Il 21 luglio 1904 assunse il nome di prefettura apostolica delle Isole Salomone meridionali.
Il 1º giugno 1912 la prefettura apostolica fu elevata a vicariato apostolico con la lettera apostolica Maxima semper di papa Pio X.
L'11 giugno 1959 cedette una porzione del suo territorio a vantaggio dell'erezione del vicariato apostolico delle Isole Salomone occidentali (oggi diocesi di Gizo).
Il 15 novembre 1966 il vicariato apostolico è stato elevato a diocesi con il nome di diocesi di Honiara, in forza della bolla Laeta incrementa di papa Paolo VI, suffraganea dell'arcidiocesi di Rabaul.
Il 15 novembre 1978 la diocesi è stata ulteriormente elevata al rango di arcidiocesi metropolitana con la bolla Laetentur insulae multae di papa Giovanni Paolo II.
Il 17 dicembre 1982 ha ceduto un'altra porzione di territorio a vantaggio dell'erezione della diocesi di Auki.

## Cronotassi dei vescovi
Si omettono i periodi di sede vacante non superiori ai 2 anni o non storicamente accertati.
- Julien Vidal, S.M. † (luglio 1897 - 1903 dimesso)
- Jean-Ephrem Bertreux, S.M. † (28 agosto 1903 - 4 gennaio 1919 deceduto)
- Louis-Marie Raucaz, S.M. † (13 luglio 1920 - 22 luglio 1934 deceduto)
- Jean-Marie Aubin, S.M. † (8 aprile 1935 - 1958 dimesso)
- Daniel Willem Stuyvenberg, S.M. † (27 novembre 1958 - 3 dicembre 1984 ritirato)
- Adrian Thomas Smith, S.M. (3 dicembre 1984 - 22 giugno 2016 ritirato)
- Christopher Cardone, O.P., dal 22 giugno 2016

## Statistiche
L'arcidiocesi nel 2023 su una popolazione di 303.000 persone contava 73.283 battezzati, corrispondenti al 24,2% del totale.
| anno | popolazione | popolazione | popolazione | presbiteri | presbiteri | presbiteri | presbiteri                | diaconi | religiosi | religiosi | parrocchie |
| anno | battezzati  | totale      | %           | numero     | secolari   | regolari   | battezzati per presbitero | diaconi | uomini    | donne     | parrocchie |
| ---- | ----------- | ----------- | ----------- | ---------- | ---------- | ---------- | ------------------------- | ------- | --------- | --------- | ---------- |
| 1950 | 15.234      | 88.000      | 17,3        | 22         |            | 22         | 692                       |         | 31        | 44        | 13         |
| 1970 | 28.075      | 128.439     | 21,9        | 45         | 5          | 40         | 623                       |         | 62        | 123       | 7          |
| 1980 | 41.900      | 214.000     | 19,6        | 29         | 5          | 24         | 1.444                     |         | 44        | 100       | 18         |
| 1990 | 33.345      | 156.359     | 21,3        | 22         | 5          | 17         | 1.515                     |         | 36        | 77        | 13         |
| 1999 | 38.936      | 214.139     | 18,2        | 28         | 9          | 19         | 1.390                     |         | 36        | 69        | 13         |
| 2000 | 32.083      | 190.563     | 16,8        | 31         | 10         | 21         | 1.034                     |         | 43        | 64        | 13         |
| 2001 | 40.434      | 183.254     | 22,1        | 23         | 8          | 15         | 1.758                     |         | 30        | 56        | 13         |
| 2002 | 42.633      | 196.639     | 21,7        | 32         | 13         | 19         | 1.332                     |         | 26        | 58        | 11         |
| 2003 | 43.826      | 199.060     | 22,0        | 30         | 11         | 19         | 1.460                     |         | 27        | 63        | 13         |
| 2004 | 45.053      | 204.633     | 22,0        | 38         | 15         | 23         | 1.185                     |         | 31        | 69        | 13         |
| 2006 | 47.762      | 210.514     | 22,7        | 40         | 19         | 21         | 1.194                     |         | 36        | 75        | 13         |
| 2013 | 57.312      | 260.902     | 22,0        | 40         | 19         | 21         | 1.432                     |         | 35        | 76        | 13         |
| 2016 | 61.400      | 276.000     | 22,2        | 48         | 22         | 26         | 1.279                     |         | 44        | 56        | 13         |
| 2019 | 68.500      | 280.000     | 24,5        | 49         | 19         | 30         | 1.397                     |         | 70        | 75        | 14         |
| 2021 | 65.783      | 292.000     | 22,5        | 35         | 15         | 20         | 1.879                     |         | 53        | 70        | 14         |
| 2023 | 73.283      | 303.000     | 24,2        | 39         | 20         | 19         | 1.879                     |         | 50        | 76        | 14         |